# ヌビア博物館

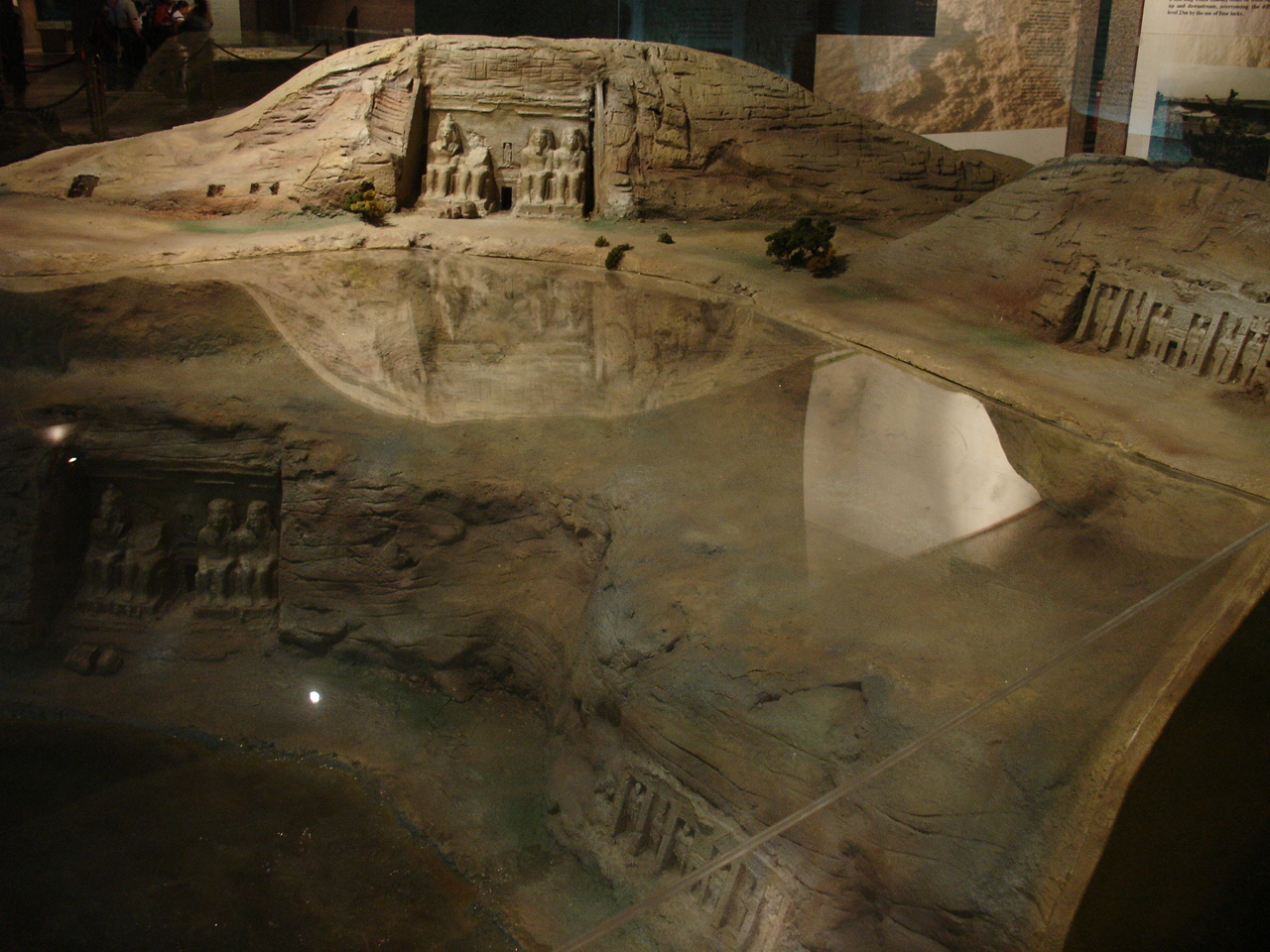
アブ・シンベル神殿の移築模型

ヌビア博物館（ヌビアはくぶつかん、英語: The Nubia Museum、アラビア語: متحف النوبة〈Mathaf In-Nuubia〉）またはヌビア国際博物館（英語: The International Museum of Nubia）は、エジプトのアスワンにある5万平方メートルの区域に位置し、そのうち7000平方メートルの建物を除いた残りは博物館の庭となるように設計されている。建物は展示と宿所を目的とした3階建てであり、ほかに図書室と案内所がある。博物館の大部分は、ヌビアの文化および文明の発展の段階を反映する歴史的な作品で占められている。
3,000点もの様々な年代を象徴する古代の遺物の断片があり、地質学、ファラオ、古代ローマ、コプト、イスラームに関するものが登録されている。屋外の展示物は、歴史的に希少な90点を含んでいるとともに、屋内ホールには、先史時代までさかのぼる非常に貴重な50点を含んでおり、503点はファラオの時代に属し、コプトの年代の52点、イスラムの時代の103点、ヌビアの時代の140点、加えて360点はアスワンの特質をもつものである。
博物館は、概算として7500万エジプトポンド（当時およそ2200万ドル）の建設費をかけて完成し、1997年11月23日に開館した。

## 地理
博物館は、エチオピアやスーダンより端を発してエジプトに至るナイル川にふさわしい最大規模の設計を創成することが可能な険しい崖の地所に建てられ、エジプトで最も高級で名高い環境生活を有する自然の植物園に囲まれている。